# Steve Rothman

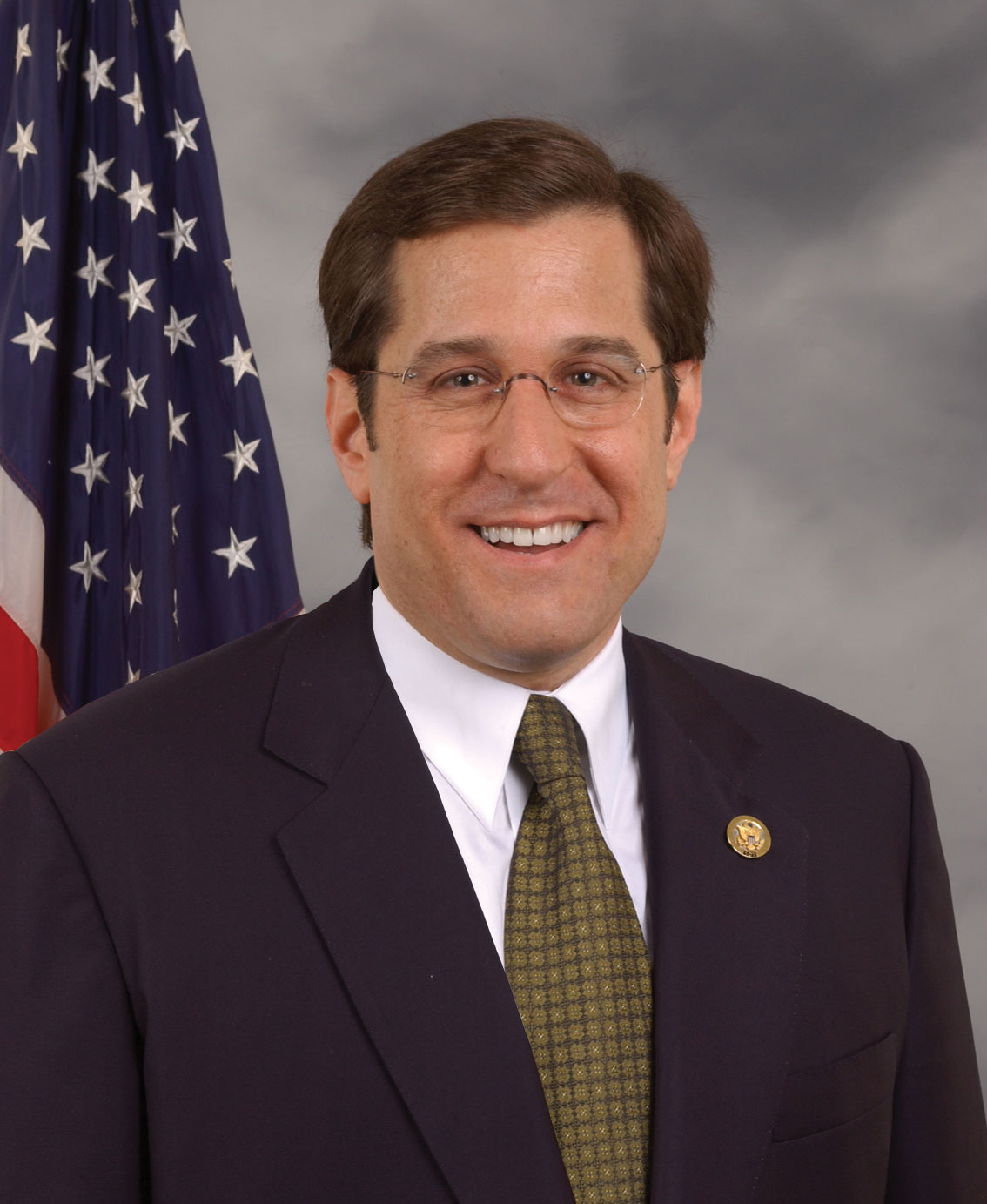
Steve Rothman

Steven R. „Steve“ Rothman (* 14. Oktober 1952 in Englewood, New Jersey) ist ein US-amerikanischer Politiker. Von 1997 bis 2013 vertrat er den Bundesstaat New Jersey im US-Repräsentantenhaus.

## Werdegang
Steve Rothman besuchte bis 1970 die Tenafly High School. Danach studierte er bis 1974 an der Syracuse University im Bundesstaat New York. Nach einem anschließenden Jurastudium an der Washington University School of Law in St. Louis und seiner Zulassung als Rechtsanwalt begann er in diesem Beruf zu arbeiten. Gleichzeitig schlug er als Mitglied der Demokratischen Partei eine politische Laufbahn ein. Zwischen 1983 und 1989 amtierte Rothman als Bürgermeister von Englewood. Von 1993 bis 1996 war er als Richter am Surrogate Court des Bergen County tätig.
Bei den Kongresswahlen des Jahres 1996 wurde Rothman im neunten Wahlbezirk von New Jersey in das US-Repräsentantenhaus in Washington, D.C. gewählt, wo er am 3. Januar 1997 die Nachfolge des in den Senat gewechselten Robert Torricelli antrat. Er wurde siebenmal wiedergewählt, zuletzt 2010 mit 61 Prozent der Wählerstimmen. Nach dem turnusgemäßen Neuzuschnitt der Wahlkreise im Gefolge des Zensus 2010 trat sein Amts- und Parteikollege Bill Pascrell, der bisher den achten Kongress-Wahlbezirk von New Jersey vertreten hatte, in der Vorwahl der demokratischen Partei für die Kandidatur um den neunten Wahlbezirk gegen den Amtsinhaber Rothman an und besiegte ihn, sodass Rothmans Amtszeit am 3. Januar 2013 endete. Rothman war Mitglied im Bewilligungsausschuss und in zwei von dessen Unterausschüssen.